# 宅見將典

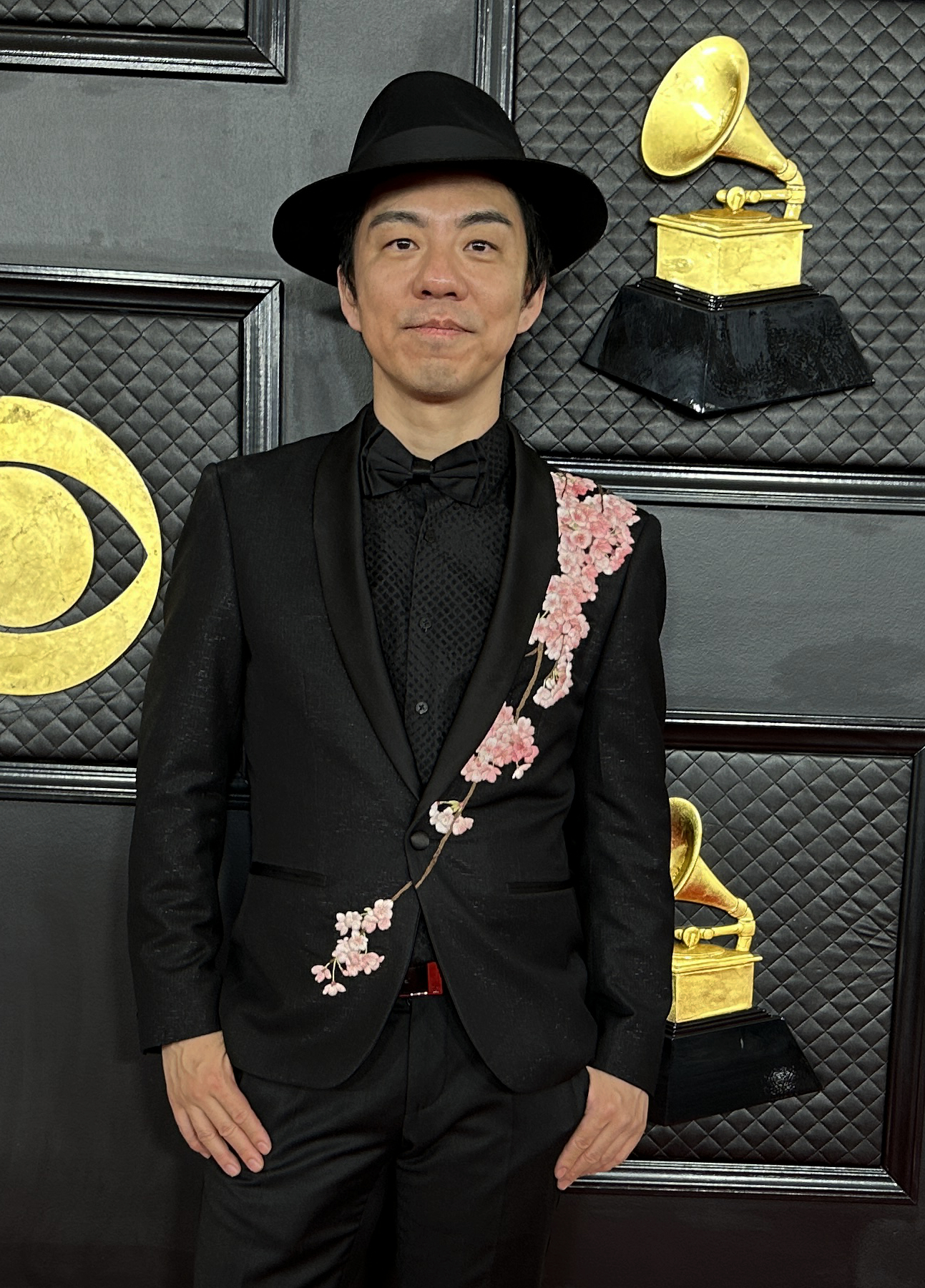
穿着黑色西装的宅见将典

宅見將典（1978年11月14日—），日本男性作曲家、編曲家、製作人。目前隸屬於Solid Force。

## 主要提供樂曲

### 作曲
- 放浪兄弟
  - 給珍愛的未來
  - 不變的心意
- AAA
  - CALL
- 加藤和樹
- - I wanna say to...
- 推定少女
  - Baby Baby

### Sound Track
- 涼風
- 蜜桃女孩
- 戀風
- 魔女之刃
- 現視研
- 獵魔戰記

### 舞台音樂
- 蒲田进行曲

## Live支援
- 河口恭吾（鋼琴）
- DIR EN GREY（鋼琴）
- 西城秀樹（吉他）
- DAIGO★STARDUST（鍵盤）
- 新谷良子（鼓）

## 外部連結
- （日語） 宅見将典 : Solid Force Official Website（页面存档备份，存于），所屬公司的介紹頁。
- （日語） 音楽人 宅見将典オフィシャルブログ「The bestday of my life」Powered by Ameba（页面存档备份，存于），個人網誌。